# Uta Degner
Uta Degner (geboren 1973 in Germersheim) ist eine deutsche Germanistin.

## Leben
Uta Degner studierte von 1992 bis 1999 Neuere Deutsche Literatur, Anglistik, Italianistik und Philosophie in Konstanz, Bologna und Berlin. Im Jahr 1999 erlangte sie den Magister artium an der FU Berlin, wo sie auch 2007 promovierte. Dem schloss sich dort von 2007 bis 2009 eine Tätigkeit als wissenschaftliche Mitarbeiterin im Sonderforschungsbereich Ästhetische Erfahrung im Zeichen der Entgrenzung der Künste an. Von Oktober 2009 bis September 2013 wirkte sie als Universitätsassistentin an der Universität Salzburg. Als Senior Postdoc hatte sie eine Elise-Richter-Stelle des Österreichischen Wissenschaftsfonds von 2013 bis 2015. An der Universität Salzburg war sie von 2015 bis 2019 als Associate-Professorin am Fachbereich Germanistik tätig, wo sie sich 2019 habilitierte. Seit 2019 wirkt sie dort weiterhin als Assoziierte Professorin am FB Germanistik. Zwischenzeitlich übernahm Degner Gastprofessuren und Gastdozenturen in Udine, Verona und Wien.
Seit 1. Oktober 2024 hat Degner die Friederike-Mayröcker-Professur für österreichische Literatur- und Kulturgeschichte am Forschungsinstitut Brenner-Archiv der Universität Innsbruck inne.

## Forschungsbereiche
Uta Degner forscht zur Literatur des 18. bis 21. Jahrhunderts. Hierbei setzt sie sich insbesondere mit Hölderlin und seiner Rezeption, Ingeborg Bachmann und Elfriede Jelinek literaturwissenschaftlich auseinander. Im Bereich der Literatursoziologie interessiert sie sich besonders für die Feldtheorie Pierre Bourdieus. Weitere Forschungs- und Lehrgebiete sind literaturzentrierte Intermedialität, Komparatistik und Autorschaftskonzeptionen.
Zu diesen Themen hat sie Monografien verfasst, als Herausgeberin gewirkt und zahlreiche Fachbeiträge veröffentlicht.

## Verbindung zu Fachgesellschaften
Seit 2022 ist Degner gewähltes Mitglied des Beirats der Hölderlin-Gesellschaft und Mörike-Gesellschaft. Sie ist Mitglied im Board der Austrian Studies Association und Schatzmeisterin im Vorstand der Deutschen Leopardi-Gesellschaft. Ab dem Jahr 2024 wurde Degner in den Vorstand der Erika-Mitterer-Gesellschaft, Wien gewählt.

## Publikationen (Auswahl)

### Monografien
- Ingeborg Bachmann: Spiegelungen eines Lebens. Theiss, Darmstadt 2023, ISBN 978-3-8062-4607-0.
- Eine ‚unmögliche‘ Ästhetik – Elfriede Jelinek im literarischen Feld. (Literaturgeschichte in Studien und Quellen, Bd. 33). Böhlau, Wien/Köln 2021, ISBN 978-3-205-21485-4. doi:10.7767/9783205214861
- Bilder im Wechsel der Töne. Hölderlins Elegien und „Nachtgesänge“. Germanisch-Romanische Monatsschrift. Beihefte. Winter, Heidelberg 2008, ISBN 978-3-8253-5457-2.

### Herausgeberschaft
- mit Christa Gürtler: Elfriede Jelinek: Provokationen der Kunst. De Gruyter, Berlin/Boston 2021, ISBN 978-3-11-074217-6, doi:10.1515/9783110742435
- mit Christa Gürtler: Gespenstischer Realismus. Texte von und zu Kathrin Röggla. Sonderzahl, Wien 2021, ISBN 978-3-85449-592-5.
- mit Martina Wörgötter: Literarische Geheim- und Privatsprachen. Literaturwissenschaftliche und linguistische Perspektiven. Königshausen & Neumann, Würzburg 2017, ISBN 978-3-8260-6050-2.
- mit Hans Weichselbaum, Norbert Christian Wolf: Autorschaft und Poetik in Texten und Kontexten Georg Trakls. Otto Müller, Salzburg/Wien 2016, ISBN 978-3-7013-1242-9.
- mit Irene Fußl: Gesamtherausgeberin der Salzburger Bachmann-Edition.[11]

### Fachbeiträge
- Hölderlin vanguardista. Desejo de Elfriede Jelinek (1989). In: Pandaemonium Germanicum 24 (2021), in. 44, S. 203–218.
- Postfiktionales Theater. Elfriede Jelinek und die Provokation des Dokumentartheaters, am Beispiel ihres Stückes Burgtheater. In: Sieglinde Klettenhammer, Wolfgang Wiesmüller (Hrsg.): Entwicklungen der Dramatik und Formen des Theaters in Österreich seit den 1960er Jahren. innsbruck university press, Innsbruck 2020, ISBN 978-3-901064-56-2, S. 65–84.
- Interessensdramen. Zur Rivalität von Ökonomie, Moral und Ästhetik bei Friedrich Schiller und „Intertexten“ von Richard Glover und George Lillo. In: Claudia Nitschke, Sigrid Nieberle (Hrsg.): Gastlichkeit und Ökonomie. Wirtschaften im deutschen und englischen Drama des 18. Jahrhunderts. (=Spectrum Literaturwissenschaft; 40). De Gruyter,  Berlin/Boston 2014, ISBN 978-3-11-033157-8, S. 223–245.

## Belege
1. 1 2  Ergebnis der Generalversammlung 2023 der Erika Mitterer Gesellschaft. In: Erika Mitterer Gesellschaft (Hrsg.): Der literarische Zaunkönig. Band 1/2024, 2024, S. 35 - 43.
2. ↑  Biographie - Paris Lodron Universität Salzburg. 20. Februar 2021, abgerufen am 7. Juni 2024 (deutsch).
3. ↑  Uta Degner – Universität Innsbruck. Abgerufen am 4. Oktober 2024.
4. ↑  Forschungs- und Lehrgebiete - Paris Lodron Universität Salzburg. 20. Februar 2021, abgerufen am 7. Juni 2024 (deutsch).
5. ↑  Uta Degner, wissenschaftliche Publikationen. Paris Lodron Universität Salzburg (PLUS)., abgerufen im Jahr 2024.
6. ↑  Hölderlin Gesellschaft - Beirat. Abgerufen am 7. Juni 2024.
7. ↑  MÖRIKE-GESELLSCHAFT. Abgerufen am 7. Juni 2024.
8. ↑  Board. In: Austrian Studies. Abgerufen am 7. Juni 2024 (amerikanisches Englisch).
9. ↑  Vorstand – Deutsche Leopardi-Gesellschaft. Abgerufen am 7. Juni 2024 (deutsch).
10. ↑  Erika Mitterer Gesellschaft - Materialien zu Erika Mitterer und ihren Werken. Abgerufen am 7. Juni 2024.
11. ↑  Irene Fußl. Suhrkamp-, Inselverlag, abgerufen im Jahr 2024.

| Personendaten    | Personendaten        |
| ---------------- | -------------------- |
| NAME             | Degner, Uta          |
| KURZBESCHREIBUNG | deutsche Germanistin |
| GEBURTSDATUM     | 1973                 |
| GEBURTSORT       | Germersheim          |